# サン＝フィルベール＝ド＝ブエーヌ
サン＝フィルベール＝ド＝ブエーヌ （Saint-Philbert-de-Bouaine）は、フランス、ペイ・ド・ラ・ロワール地域圏、ヴァンデ県のコミューン。

## 地理

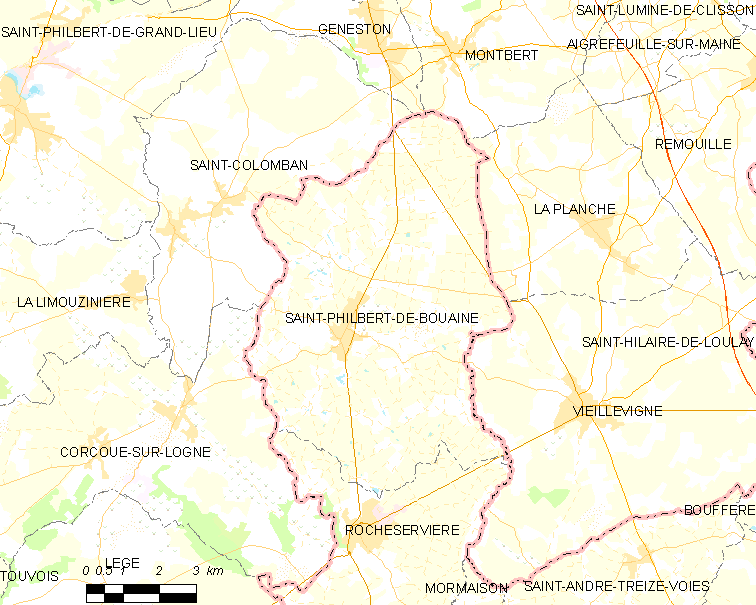

サン＝フィルベール＝ド＝ブエーヌは、ナントからヴァンデ沿岸に伸びる道路の1つの沿線に、特権的な位置を占めている。コミューンはナントの中心部から26kmの距離にある。
西、北、東をロワール＝アトランティック県に囲まれている。コルクエ＝シュル＝ロニュ、サン＝コロンバン、ジュヌストン、モンベール、ラ・プランシュ、ヴィエイユヴィーニュである。南にあるロシュセルヴィエールだけがヴァンデ県のコミューンである。
サン＝コロンバン、コルクエ＝シュル＝ロニュとの境となっているイソワール川がコミューンを流れている。イソワール川はブローニュ川の支流である。イソワール川は、ヴィエイユヴィーニュとの境界になった後に町を流れていく。サン＝フィルベールの町から北西2.7kmのところで2つの河川が合流する。そこはサン＝コロンバンに属するシャンパーニェ集落の近くである。